# Antoni Jastrzębski
Antoni Bronisław Jastrzębski (ur. 23 sierpnia 1860 w Ginczanach, zm. 31 października 1924 w Grodnie) – generał brygady Wojska Polskiego.

## Życiorys
Antoni Bronisław Jastrzębski urodził się 23 sierpnia 1860 roku w Ginczanach, w rodzinie Wiktora i Emilii z Miszkowskich. 13 czerwca 1879 roku, po ukończeniu gimnazjum klasycznego w Suwałkach, został powołany do armii rosyjskiej, jako jednoroczny ochotnik. W 1882 roku ukończył Wileńską Szkołę Junkrów Piechoty i rozpoczął zawodową służbę w armii rosyjskiej. W 1917 roku dowodził brygadą 191 Dywizji Piechoty.
Jako pułkownik I. armii rosyjskiej reskryptem Rady Regencyjnej z 31 października 1918 roku został przydzielony do podległego jej Wojska Polskiego z zatwierdzeniem posiadanego stopnia. 4 listopada 1918 roku szef Sztabu Generalnego WP, generał dywizji Tadeusz Rozwadowski powierzył mu kierownictwo Okręgu Wojskowego Nr VII Częstochowskiego, w Inspektoracie Kieleckim. Od 7 do 20 listopada 1918 roku obowiązki dowódcy okręgu wojskowego łączył z dowodzeniem Okręgowym Częstochowskim Pułkiem Piechoty, późniejszym 27 Pułkiem Piechoty. 15 stycznia 1919 roku kierownik Ministerstwa Spraw Wojskowych, pułkownik Jan Wroczyński mianował go komendantem Okręgowej Komendy Uzupełnień w Kielcach. Od 11 grudnia 1919 roku pełnił obowiązki zastępcy dowódcy Okręgu Generalnego „Kielce”, które to stanowisko zgodnie z etatem przewidziane było dla generała podporucznika. 7 stycznia 1920 roku został naczelnikiem Wydziału V Dowództwa Okręgu Generalnego „Łódź”. 19 maja 1920 roku objął Komendę Miasta i Placu w Kielcach. 22 maja 1920 roku został zatwierdzony w stopniu pułkownika ze starszeństwem z 1 kwietnia 1920 roku w korpusie oficerów piechoty. Z dniem 1 maja 1921 został przeniesiony w stan spoczynku. Na emeryturze mieszkał w Kielcach. W 1922 roku został powołany do służby czynnej w Straży Granicznej z równoczesnym oddaniem do dyspozycji Głównej Komendy Straży Granicznej i mianowany komendantem wojewódzkim w Białymstoku.
26 października 1923 roku Prezydent RP zatwierdził go w stopniu generała brygady w stanie spoczynku.
Został pochowany na cmentarzu wojskowym w Grodnie.